# Tangier Grand Lake
Tangier Grand Lake är en sjö i Kanada.   Den ligger i provinsen Nova Scotia, i den östra delen av landet, 1 000 km öster om huvudstaden Ottawa. Tangier Grand Lake ligger 57 meter över havet.
I omgivningarna runt Tangier Grand Lake växer i huvudsak blandskog. Runt Tangier Grand Lake är det mycket glesbefolkat, med 5 invånare per kvadratkilometer.